# Cadarcet
Cadarcet település Franciaországban, Ariège megyében. Lakosainak száma 214 fő (2022. január 1.). Cadarcet Aigues-Juntes, Alzen, La Bastide-de-Sérou, Baulou, Montels, Saint-Martin-de-Caralp és Serres-sur-Arget községekkel határos.

## Népesség
A település népességének változása:
| Lakosok száma | 220  | 197  | 167  | 224  | 234  | 230  | 224  | 223  | 220  | 214  |
|               | 1968 | 1982 | 1990 | 2006 | 2013 | 2015 | 2017 | 2019 | 2020 | 2022 |